# لینی بردت
لینی بردت (انگلیسی: Lainey Burdett؛ زادهٔ ۲۲ دسامبر ۱۹۹۶) بازیکن فوتبال اهل ایالات متحده آمریکا است.
از باشگاه‌هایی که در آن بازی کرده‌است می‌توان به باشگاه فوتبال اورلندو پراید اشاره کرد.